# Giannitsá
Giannitsá är en kommunhuvudort i Grekland.   Den ligger i prefekturen Nomós Péllis och regionen Mellersta Makedonien, i den norra delen av landet, 300 km norr om huvudstaden Aten. Giannitsá ligger 31 meter över havet och antalet invånare är 27 817.
Terrängen runt Giannitsá är platt åt sydost, men åt nordväst är den kuperad. Runt Giannitsá är det ganska tätbefolkat, med 149 invånare per kvadratkilometer. Giannitsá är det största samhället i trakten. Trakten runt Giannitsá består till största delen av jordbruksmark.